# Frank Bethwaite
Frank Dewar Bethwaite OAM (* 26. Mai 1920 in Whanganui, Neuseeland; † 12. Mai 2012) war ein Konstrukteur von Segeljollen aus Sydney.

## Leben
Bethwaite flog in den 40ern als Pilot von Wasserflugzeugen im Liniendienst. Dabei entdeckte er sein Interesse für Aerodynamik und die Systematik des Windes. In seiner Freizeit konstruierte er Modell-Segelflugzeuge, mit denen er den Weltrekord für die Nonstop erreichte Flugdauer brach.
Später wanderte er nach Australien aus und lebte seitdem in Sydney. Dort widmete er sich vor allem dem Segelsport.
Einerseits konstruierte er diverse Jollen und Skiffs, anderseits führte er damit auch zahlreiche Grundlagenversuche und Messreihen durch. 
Frank Bethwaite war auch erfolgreicher Trainer der australischen Segler bei mehreren Olympischen Spielen. Zu diesen Seglern gehörten auch diverse Mitglieder seiner Familie. Drei seiner Angehörigen errangen dabei Goldmedaillen. Sein Sohn Julian Bethwaite gehört zu den erfolgreichsten Konstrukteuren von Segeljollen.
Frank Bethwaite hat mit seinen Büchern High Performance Sailing (Deutscher Titel: Hochleistungssegeln) und der Fortsetzung Higher Performance Sailing (Deutscher Titel: Hochleistungssegeln 2) Grundlagenwerke geschaffen, die den gesamten Bereich des leistungsorientierten Segelns abdecken und besonders auf die Funktion der Skiffs eingeht. 
Zu seinen Konstruktionen gehören der Tasar und der Laser II.